# Halterofilismo nos Jogos Olímpicos de Verão de 2020 - Mais de 109 kg masculino
A categoria de mais de 109 kg masculino do halterofilismo nos Jogos Olímpicos de Verão de 2020 foi disputada em 4 de agosto de 2021 no Fórum Internacional de Tóquio, na capital japonesa. Um total de 13 halterofilistas, cada um representando um Comitê Olímpico Nacional (CON), participaram do evento.

## Qualificação
Em cada categoria, até 14 halterofilistas poderiam se qualificar, com as vagas sendo alocadas da seguinte forma:
- Oito pelo ranking mundial da IWF;
- Cinco representantes de cada continente seguindo o ranking mundial, sendo limitado a CONs ainda sem halterofilistas qualificados;
- Vagas para o país anfitrião ou para a Comissão Tripartite.

Fernando Reis, do Brasil, estava na lista inicial, porém foi excluído dos Jogos após ser suspenso por um teste positivo para hormônio do crescimento, sendo substituído por David Litvinov, de Israel. Walid Bidani, da Argélia, precisou se retirar da competição após testar positivo para a COVID-19, diminuindo o número de competidores para 13.

## Calendário
Horário local (UTC+9)
| Data        | Hora  | Fase    |
| ----------- | ----- | ------- |
| 4 de agosto | 13:50 | Grupo B |
| 4 de agosto | 19:50 | Grupo A |

## Medalhistas
| Ouro   | GEO Lasha Talakhadze |
| Prata  | IRI Ali Davoudi      |
| Bronze | SYR Man Asaad        |

## Recordes
Antes desta competição, os seguintes recordes eram estabelecidos:
| Recorde          | Tipo      | Halterofilista   | Peso   | Local   | Data                   |
| Recorde mundial  | Arranque  | Lasha Talakhadze | 222 kg | Moscou  | 11 de abril de 2021    |
| Recorde mundial  | Arremesso | Lasha Talakhadze | 264 kg | Pattaya | 27 de setembro de 2019 |
| Recorde mundial  | Total     | Lasha Talakhadze | 485 kg | Moscou  | 11 de abril de 2021    |
|                  |           |                  |        |         |                        |
| Recorde olímpico | Arranque  | Padrão olímpico  | 204 kg | —       | 1 de novembro de 2018  |
| Recorde olímpico | Arremesso | Padrão olímpico  | 250 kg | —       | 1 de novembro de 2018  |
| Recorde olímpico | Total     | Padrão olímpico  | 449 kg | —       | 1 de novembro de 2018  |

Após a competição, os seguintes recordes foram estabelecidos:
| Recorde          | Tipo      | Halterofilista       | Peso   | Local  | Data                |
| Recorde mundial  | Arranque  | GEO Lasha Talakhadze | 223 kg | Tóquio | 4 de agosto de 2021 |
| Recorde mundial  | Arremesso | GEO Lasha Talakhadze | 265 kg | Tóquio | 4 de agosto de 2021 |
| Recorde mundial  | Total     | GEO Lasha Talakhadze | 488 kg | Tóquio | 4 de agosto de 2021 |
|                  |           |                      |        |        |                     |
| Recorde olímpico | Arranque  | GEO Lasha Talakhadze | 223 kg | Tóquio | 4 de agosto de 2021 |
| Recorde olímpico | Arremesso | GEO Lasha Talakhadze | 265 kg | Tóquio | 4 de agosto de 2021 |
| Recorde olímpico | Total     | GEO Lasha Talakhadze | 488 kg | Tóquio | 4 de agosto de 2021 |

## Resultados
| Pos.              | Halterofilista        | CON                 | Grupo | Peso   | Arranque (kg) | Arranque (kg) | Arranque (kg) | Arranque (kg) | Arremesso (kg) | Arremesso (kg) | Arremesso (kg) | Arremesso (kg) | Total |
| Pos.              | Halterofilista        | CON                 | Grupo | Peso   | 1             | 2             | 3             | Result.       | 1              | 2              | 3              | Result.        | Total |
| ----------------- | --------------------- | ------------------- | ----- | ------ | ------------- | ------------- | ------------- | ------------- | -------------- | -------------- | -------------- | -------------- | ----- |
| Medalha de ouro   | Lasha Talakhadze      | GEO Geórgia         | A     | 177.00 | 208           | 215           | 223           | 223           | 245            | 255            | 265            | 265            | 488   |
| Medalha de prata  | Ali Davoudi           | IRI Irã             | A     | 168.25 | 191           | 196           | 200           | 200           | 234            | 240            | 241            | 241            | 441   |
| Medalha de bronze | Man Asaad             | SYR Síria           | A     | 147.55 | 185           | 190           | 197           | 190           | 228            | 234            | 242            | 234            | 424   |
| 4                 | Hojamuhammet Toýçyýew | TKM Turcomenistão   | A     | 141.85 | 184           | 188           | 190           | 184           | 230            | 235            | 241            | 230            | 414   |
| 5                 | David Liti            | NZL Nova Zelândia   | A     | 176.55 | 173           | 178           | 183           | 178           | 229            | 236            | 241            | 236            | 414   |
| 6                 | Enzo Kuworge          | NED Países Baixos   | A     | 161.10 | 175           | 180           | 180           | 175           | 225            | 233            | 234            | 234            | 409   |
| 7                 | Péter Nagy            | HUN Hungria         | B     | 160.30 | 165           | 173           | 178           | 178           | 206            | 214            | 218            | 218            | 396   |
| 8                 | Marcos Ruiz           | ESP Espanha         | B     | 109.90 | 175           | 180           | 185           | 180           | 210            | 215            | 215            | 215            | 395   |
| 9                 | Caine Wilkes          | USA Estados Unidos  | B     | 151.15 | 173           | 178           | 180           | 173           | 212            | 217            | 224            | 217            | 390   |
| 10                | Sargis Martirosjan    | AUT Áustria         | B     | 114.35 | 175           | 180           | 180           | 180           | 190            | 201            | 205            | 201            | 381   |
| 11                | David Litvinov        | ISR Israel          | B     | 128.30 | 176           | 181           | 181           | 176           | 205            | 210            | 210            | 205            | 381   |
| 12                | Hsieh Yun-ting        | TPE Taipé Chinês    | B     | 126.05 | 165           | 172           | 179           | 172           | 206            | 206            | 214            | 206            | 378   |
| —                 | Jiří Orság            | CZE República Checa | A     | 140.90 | 175           | 180           | 184           | 180           | 232            | 235            | 235            | —              | —     |

Legenda
| Recorde mundial      | Recorde mundial (World record)               |                       | Recorde africano                      | Recorde africano (African) |                                           | Q | Classificado por posição (Qualified) |
| Recorde olímpico     | Recorde olímpico (Olympic record)            | Recorde da América    | Recorde da América (Americas)         | q                          | Classificado por melhor tempo (Qualified) |   |                                      |
| Melhor marca do ano  | Melhor marca do ano (World leading)          | Recorde asiático      | Recorde asiático (Asian)              | DNS                        | Não largou (Did not start)                |   |                                      |
| Recorde nacional     | Recorde nacional (National record)           | Recorde europeu       | Recorde europeu (European)            | DNF                        | Não terminou (Did not finish)             |   |                                      |
| Recorde pessoal      | Recorde pessoal do atleta (Personal best)    | Recorde da Oceania    | Recorde da Oceania (Oceania)          | DSQ / DQ                   | Desclassificado (Disqualified)            |   |                                      |
| Recorde da temporada | Recorde da temporada do atleta (Season best) | Recorde sul-americano | Recorde sul-americano (South America) | NM                         | Sem marca (No mark)                       |   |                                      |